# 마츠나가 타츠키
마츠나가 타츠키(일본어: 増永 樹, 1996년 7월 22일 ~ )는 일본의 배우이자 탤런트이다.

## 외부 리크
- 마츠나가 타츠키 - 인스타그램